# Aucilla
Aucilla ist  ein census-designated place (CDP) im Jefferson County im US-Bundesstaat Florida mit 103 Einwohnern (Stand: 2020). 

## Geographie
Aucilla liegt rund 10 km südöstlich von Monticello sowie etwa 45 km östlich von Tallahassee.

## Demographische Daten
Laut der Volkszählung 2010 verteilten sich die damaligen 100 Einwohner auf 35 Haushalte. 58,0 % der Bevölkerung bezeichneten sich als Weiße, 38,0 % als Afroamerikaner und 1,0 % als Indianer. 3,0 % gaben die Angehörigkeit zu mehreren Ethnien an.
Im Jahr 2010 lebten in 18,0 % aller Haushalte Kinder unter 18 Jahren sowie 40,0 % aller Haushalte Personen mit mindestens 65 Jahren. 56,0 % der Haushalte waren Familienhaushalte (bestehend aus verheirateten Paaren mit oder ohne Nachkommen bzw. einem Elternteil mit Nachkomme). Die durchschnittliche Größe eines Haushalts lag bei 2,00 Personen und die durchschnittliche Familiengröße bei 2,64 Personen.
17,0 % der Bevölkerung waren jünger als 20 Jahre, 25,0 % waren 20 bis 39 Jahre alt, 26,0 % waren 40 bis 59 Jahre alt und 32,0 % waren mindestens 60 Jahre alt. Das mittlere Alter betrug 46 Jahre. 44,0 % der Bevölkerung waren männlich und 56,0 % weiblich.
Das durchschnittliche Jahreseinkommen lag bei 37.083 $, dabei lebten 58,7 % der Bevölkerung unter der Armutsgrenze.